# 東急グランドオークゴルフクラブ
東急グランドオークゴルフクラブ（とうきゅう―）は、兵庫県加東市に所在するゴルフ場である。

## 概要
- 1991年（平成3年）開場。
- 東急グループの子会社である株式会社グランドオークゴルフクラブが運営するコースである。
- 本コースに於いて、2021年より日本女子プロゴルフ協会（JLPGA）公式ツアー大会「楽天スーパーレディース」が開催されておる[1]。

## コースの特徴
裏六甲の丘陵地を利用した広大かつフラットな雄大な土地を得て、名設計家井上誠一の弟子筋であり、東急グループの各ゴルフコースの設計を手掛けた宮澤長平と黒澤長夫の手により、クオリティが高いコースとして誕生した。
本コースの特徴としてはペンクロスベントワングリーンスタイルであり、平均700平方メートルとグリーンが大きめなサイズとなっている。

## 交通アクセス
- 西日本旅客鉄道（JR西日本）JR宝塚線・新三田駅より乗合自動車にて約25分。